# Paulo I de Alexandria
Paulo I de Alexandria foi um Patriarca Grego Ortodoxo de Alexandria entre 536 e 540 d.C. Ele foi o primeiro calcedoniano a ocupar o trono desde 482 d.C.

## História
Em 536 d.C., o patriarca anterior, Teodósio I, um discípulo de Severo de Antioquia e um miafisista, havia sido convocado a Constantinopla pelo imperador bizantino Justiniano I e condenado por heresia num sínodo, ficando impossibilitado de retornar para Alexandria .
Para substituí-lo, o imperador indicou Paulo, um antigo miafisista convertido à fé calcedoniana, que foi consagrado por Menas, o patriarca de Constantinopla e representantes das demais sés da pentarquia. Ele chegou a Alexandria cercado por soldados e foi recebido com insultos e manifestações de repúdio, pois a cidade ainda era fortemente miafisista e aclamava Teodósio como verdadeiro bispo. Mas Paulo, um homem de temperamente violento, reagiu e começou a fechar sistematicamente todas as igrejas não calcedonianas da cidade, além de expulsar os principais líderes miafisistas da cidade. Esta reação violenta forçou os miafisistas a se esconderem e criarem igrejas clandestinas em porões e edifícios abandonados, cimentando assim a separação entre as duas igrejas .
Mesmo no interior, Paulo organizou expedições missionárias violentas, torturando agricultores e fechando mosteiros recalcitrantes. Contudo, o próprio Paulo cairia por conta do clima de violência e conspiração que havia ajudado a criar. Decidido a se livrar de Elias, o duque  do Egito, que ele suspeitava ser um miafisista, o patriarca foi exposto por uma carta escrita em copta enviada para ele por um de seus diáconos, um tal Psoïs. Furioso, Paulo fez com que Rhodon, o prefeito da cidade o prendesse. Infelizmente, Psoïs foi tortudo e morto na prisão, algo que Paulo supostamente não desejava e negou ter ordenado, contrariando Rhodon, que o acusou de assassinato. O filho de Psoïs então foi a Constantinopla para apelar por justiça diretamente ao imperador e Paulo, temeroso, tentou encobrir sua participação com subornos, algo que geralmente funcionava. Porém, é provável que a imperatriz Teodora, defensora dos monofisistas, tenha se aproveitado da situação para se livrar de Paulo. Rhodon foi decapitado e Paulo foi exilado para Gaza .